# Седоголовая чекановая горихвостка
Седоголовая чекановая горихвостка (лат. Cossypha niveicapilla) — вид птиц семейства мухоловковых. Занесён в Красную книгу МСОП как вид, вызывающий наименьшие опасения (LC).
Взрослые особи имеют длину в 20—22 см. Весят 34—45 грамм. Имеют белый венец и почти весь затылок. Чёрное оперение на лице, включая нижнюю часть лба. Спина и верхняя часть крыльев грифельно-серого цвета или цвета зрелых маслин. Узкий рыжий воротник на нижней части затылка и по всей шее. Рыжее оперение на груди и туловище. Хвост большой и длинный с чёрным верхом и рыжим низом.
Для подвида Cossypha niveicapilla melanonota обитающего, главным образом, в бассейне озера Виктория характерно чёрное оперение на верхней части крыльев и спине с незначительным оттенком цвета свежих маслин и тонкими сине-серыми полосками.
У птенцов голова и верхняя часть крыльев коричневатые с оранжевыми вкраплениями на голове и затылке. Оперение на груди и туловище тусклое со светло-оранжевыми крапинками.
Природным ареалом являются  субтропические и тропические сухие леса, субтропические и тропические влажные низинные леса и влажная саванна. Селится в мангровых зарослях и больших заросших садах. Мигрирует на небольшие расстояния. Застенчивая и довольно скрытная птица. Большую активность проявляет в вечернее время суток.
Распространёна на территории юга Мавритании, Сенегала, Гамбии, Гвинеи, Гвинеи-Бисау, запада и юго-запада Мали, Буркина-Фасо, севера Бенина, юго-запада Нигера, востока Сьерра-Леоне, севера Либерии, Ганы, Того, Нигерии, Камеруна, юга Чада, севера, запада и юго-востока ЦАР, юга Южного Судана, юго-запада Эфиопии, Уганды, юго-западе Кении, северо-западе Танзании, Руанды, северо-востока и юго-запада ДРК, Габона, юга Конго и северо-запада и северо-востока Анголы.
Питается беспозвоночными (термиты, муравьи, жуки, богомолы, гусеницы) и мелкими плодами. Гнездиться на западе Африке с мая по сентябрь, в основном с июля по август. В центральной Африке гнездиться с марта по июнь. В кладке 2—3 яйца оливково-зелёного цвета.